# Station Berkhamsted
Berkhamsted is een spoorwegstation van National Rail in Berkhamsted, Dacorum in Engeland. Het station is eigendom van Network Rail en wordt beheerd door West Midland Trains. Het station is geopend in 1838.  Het is een van de weinige stations op de lijn dat nog zijn 19e-eeuwse gebouwen heeft. Het ligt naast Berkhamsted Castle en het Grand Junction Canal. 